# Королівська кров
«Королівська кров» (англ. Royal Blood) — філіппінський телесеріал 2023 року з Діндонгом Дантесом у головній ролі. Виходив на телеканалі GMA Network з 19 червня по 22 вересня 2023 року.

## Сюжет
Коли в родині Роялів трапляється смерть, це призводить до розслідування щодо відчуженого сина Напоя. Він шукає допомоги у колишнього агента NBI та його сина.

## У ролях
- Діндон Дантес — Наполеон «Напой» Терразо Роялес
- Меган Янг — Діана Роялес
- Мікаель Даез — Крістофф Роялес
- Діон Ігнасіо — Ендрю Кастора
- Ліанн Валентин — Беатріс «Бджола» Роялес
- Рабія Матео — Таші
- Ріан Рамос — Маргарет Роялес-Кастор
- Тірсо Крус III — Густаво Роялес
- Сес Кесада — Клеофа
- Кармен Соріано — Камілли
- Бенджі Парас — Отеп
- Артур Солінап — Еміліано «Еміль» Баньєс / Еміліано «Яно» Роялес
- Ейдан Венерасьон — Арчі Роялеса
- Сієнна Стівенс — Елізабет «Ліззі» Террацо
- Принцеса Алія — Анни
- Джеймс Грем — Луї Кастора